# Drużynowe Mistrzostwa Polski na Żużlu 1968
Drużynowe Mistrzostwa Polski na Żużlu 1968 – 21. edycja drużynowych mistrzostw Polski, organizowanych przez Polski Związek Motorowy (PZM). Od 1963 roku rozgrywki I i II ligi rozgrywane były w cyklu dwuletnim, aczkolwiek tytuł drużynowego mistrza Polski przyznawano co roku. W sezonie 1968 do rozgrywek pierwszej ligi przystąpiło osiem zespołów, natomiast w drugiej lidze walczyło dziewięć drużyn.
Zwycięzca najwyższej klasy rozgrywkowej (I Ligi) zostaje Drużynowym Mistrzem Polski na Żużlu w sezonie 1968. Obrońcą tytułu z poprzedniego sezonu jest ROW Rybnik, który triumfował także w tym roku.

## Pierwsza Liga

### Ostateczna kolejność DMP 1968
| Poz. | Klub                  | Pkt. | Z  | R | P | +/−  |
| ---- | --------------------- | ---- | -- | - | - | ---- |
| 1    | ROW Rybnik            | 21   | 10 | 1 | 3 | +203 |
| 2    | Stal Gorzów           | 19   | 9  | 1 | 4 | +115 |
| 3    | Sparta Wrocław        | 18   | 9  | 0 | 5 | +80  |
| 4    | Stal Rzeszów          | 12   | 6  | 0 | 8 | –144 |
| 5    | Polonia Bydgoszcz     | 11   | 5  | 1 | 8 | –39  |
| 6    | Unia Tarnów           | 10   | 5  | 0 | 9 | –53  |
| 7    | Włókniarz Częstochowa | 10   | 5  | 0 | 9 | –124 |
| 8    | Wybrzeże Gdańsk       | 9    | 4  | 1 | 9 | –38  |

| Zespół                   | 1     | 2     | 3     | 4     | 5     | 6     | 7     | 8     |
| ------------------------ | ----- | ----- | ----- | ----- | ----- | ----- | ----- | ----- |
| 1. ROW Rybnik            | X     | 44:34 | 50:28 | 52:26 | 49:29 | 57:20 | 59:19 | 60:18 |
| 2. STAL Gorzów           | 39:38 | X     | 47:31 | 55:21 | 43:34 | 54:23 | 38:39 | 47:28 |
| 3. SPARTA Wrocław        | 43:34 | 39:38 | X     | 57:20 | 47:31 | w.o   | 55:23 | 42:36 |
| 4. STAL Rzeszów          | 33:44 | 41:37 | 39:36 | X     | 39:38 | 40:38 | 43:35 | 52:25 |
| 5. POLONIA Bydgoszcz     | 39:39 | 34:40 | 37:40 | 46:32 | X     | 47:30 | 45:33 | 41:37 |
| 6. UNIA Tarnów           | 36:42 | 35:42 | 41:37 | 46:31 | 44:34 | X     | 54:23 | 47:31 |
| 7. WŁÓKNIARZ Częstochowa | 42:36 | 35:43 | 35:40 | 49:29 | 37:40 | 41:36 | X     | 50:28 |
| 8. WYBRZEŻE Gdańsk       | 36:41 | 39:39 | 31:47 | 55:23 | 51:27 | 51:27 | 58:19 | X     |

### Ostateczna kolejność rozgrywek I ligi 1967–1968
| Poz. | Klub                  | Pkt. | Z  | R | P  | +/−  |
| ---- | --------------------- | ---- | -- | - | -- | ---- |
| 1    | ROW Rybnik            | 46   | 22 | 2 | 4  | +451 |
| 2    | Sparta Wrocław        | 34   | 17 | 0 | 11 | +125 |
| 3    | Stal Gorzów           | 33   | 16 | 1 | 11 | +129 |
| 4    | Wybrzeże Gdańsk       | 26   | 12 | 2 | 14 | –16  |
| 5    | Stal Rzeszów          | 26   | 13 | 0 | 15 | –155 |
| 6    | Włókniarz Częstochowa | 20   | 10 | 0 | 18 | –267 |
| 7    | Polonia Bydgoszcz     | 19   | 9  | 1 | 18 | –112 |
| 8    | Unia Tarnów           | 18   | 9  | 0 | 19 | –155 |

## Druga Liga

### Ostateczna kolejność rozgrywek II ligi 1968
| Poz. | Klub                     | Pkt. | Z  | R | P  | +/−  |
| ---- | ------------------------ | ---- | -- | - | -- | ---- |
| 1    | Śląsk Świętochłowice     | 28   | 14 | 0 | 2  | +336 |
| 2    | Unia Leszno              | 26   | 13 | 0 | 3  | +241 |
| 3    | Motor Lublin             | 22   | 11 | 0 | 5  | +76  |
| 4    | Kolejarz Opole           | 18   | 9  | 0 | 7  | +13  |
| 5    | Start Gniezno            | 16   | 8  | 0 | 8  | –40  |
| 6    | Gwardia Łódź             | 13   | 6  | 1 | 9  | –17  |
| 7    | Stal Toruń               | 11   | 5  | 1 | 10 | –165 |
| 8    | Karpaty Krosno           | 6    | 3  | 0 | 13 | –222 |
| 9    | Zgrzeblarki Zielona Góra | 4    | 2  | 0 | 14 | –222 |

### Ostateczna kolejność rozgrywek II ligi 1967–1968
| Poz. | Klub                     | Pkt. | Z  | R | P  | +/−  |
| ---- | ------------------------ | ---- | -- | - | -- | ---- |
| 1    | Śląsk Świętochłowice     | 60   | 30 | 0 | 4  | +697 |
| 2    | Unia Leszno              | 48   | 29 | 0 | 5  | +596 |
| 3    | Kolejarz Opole           | 38   | 19 | 0 | 15 | +109 |
| 4    | Motor Lublin             | 36   | 18 | 0 | 16 | –42  |
| 5    | Gwardia Łódź             | 31   | 15 | 1 | 18 | –8   |
| 6    | Start Gniezno            | 30   | 15 | 0 | 19 | –121 |
| 7    | Stal Toruń               | 26   | 12 | 2 | 20 | –289 |
| 8    | Zgrzeblarki Zielona Góra | 24   | 12 | 0 | 22 | –275 |
| 9    | Karpaty Krosno           | 17   | 8  | 1 | 25 | –439 |
| 10   | Polonia Piła             | 4    | 2  | 0 | 16 | –228 |

## Baraże
| Polonia Bydgoszcz 7. miejsce w I Lidze | 108:48 | Unia Leszno 2. miejsce w II Lidze |
| -------------------------------------- | ------ | --------------------------------- |
| Bydgoszcz                              | 43:35  | Leszno                            |
| Leszno                                 | 13:65  | Bydgoszcz                         |